# مویان-شاری
مویان-شاری (به عربی: شاری الأوسط) یکی از منطقه‌های کشور چاد است که در چاد واقع شده‌است. بخش میانی شاری ۵۸۸٬۰۰۸ نفر جمعیت دارد.